# Culver (Indiana)
Culver és una població dels Estats Units a l'estat d'Indiana. Segons el cens del 2000 tenia 1.539 habitants.

## Demografia
Segons el cens del 2000, Culver tenia 1.539 habitants, 655 habitatges, i 410 famílies. La densitat de població era de 761,8 habitants per km².
Dels 655 habitatges en un 26% hi vivien nens de menys de 18 anys, en un 48,7% hi vivien parelles casades, en un 10,2% dones solteres, i en un 37,4% no eren unitats familiars. En el 35% dels habitatges hi vivien persones soles el 18% de les quals corresponia a persones de 65 anys o més que vivien soles. El nombre mitjà de persones vivint en cada habitatge era de 2,25 i el nombre mitjà de persones que vivien en cada família era de 2,88.
Per edats la població es repartia de la següent manera: un 22,5% tenia menys de 18 anys, un 5,8% entre 18 i 24, un 23,9% entre 25 i 44, un 24,6% de 45 a 60 i un 23,1% 65 anys o més.
L'edat mediana era de 43 anys. Per cada 100 dones de 18 o més anys hi havia 80,2 homes.
La renda mediana per habitatge era de 33.047$ i la renda mediana per família de 46.190$. Els homes tenien una renda mediana de 34.583$ mentre que les dones 24.453$. La renda per capita de la població era de 18.938$. Entorn del 8,5% de les famílies i el 10,4% de la població estaven per davall del llindar de pobresa.

## Poblacions més properes
El següent diagrama mostra les poblacions més properes.